# チータと歌おう!ちびっこ大行進
『チータと歌おう!ちびっこ大行進』（チータとうたおう!ちびっこだいこうしん）は、1970年1月1日にフジテレビで放送された元日特別番組（歌謡番組）である。水前寺清子の冠番組。

## 概要
チータこと水前寺清子の歌まねが抜群にうまいちびっこたちを招き、チータとちびっ子の歌のかけ合いで幕を開く。最後は『ちびっこのどじまん』で優勝したちびっこで結成された"ちびっこ合唱団"の合唱をおくる。
人気演歌歌手・水前寺清子が子供たちと共演して歌を披露する正月番組で、共演した子供の中には『ちびっこのどじまん』で優勝し、『大ちゃん数え唄』（テレビアニメ『いなかっぺ大将』主題歌）でレコードデビューする前の天童よしみ（当時15歳）が、本名の「吉田芳美」で出演している。

## 放送時間
- 木曜16:00 - 17:26[2]（JST）

## 出演者
- 水前寺清子
- 大村崑 - 『ちびっこのどじまん』の司会者
- 上田吉二郎
- ちびっこ合唱団
- 吉田芳美（後の吉田よしみ→天童よしみ）
- ほか[1]

## 放送された曲
- いっぽんどっこの唄
- 涙を抱いた渡り鳥
- みそこなっちゃいけないよ
- ほか[1]

## 後日談
当番組は後年、フジテレビの特別番組で放送された。なお当番組は初回放送当時カラーだったが、放送されたのはキネコ版で、映像はモノクロだった。
- 1988年3月31日に『フジテレビ30年史』のミニコーナー「大そうじで出てきた番組たち」で放送。映像は、冒頭シルエットで水前寺が『いっぽんどっこの唄』を歌う場面と、会場からやって来た少年と水前寺が歌う場面の2つで、天童が水前寺と共演する場面は放送されなかった。
- 2020年4月4日に『名曲お宝音楽祭』（現在の『ミュージックジェネレーション』。なお当時は特番だった）で放送。映像は、冒頭水前寺が『いっぽんどっこの唄』の1番を歌ってあいさつし、2番を歌おうとしたら、後ろから天童が出演して共演する場面だった。